# Cercidium floridum
Cercidium floridum är en ärtväxtart. Cercidium floridum ingår i släktet Cercidium och familjen ärtväxter.

## Underarter
Arten delas in i följande underarter:
- C. f. floridum
- C. f. peninsulare

## Bildgalleri

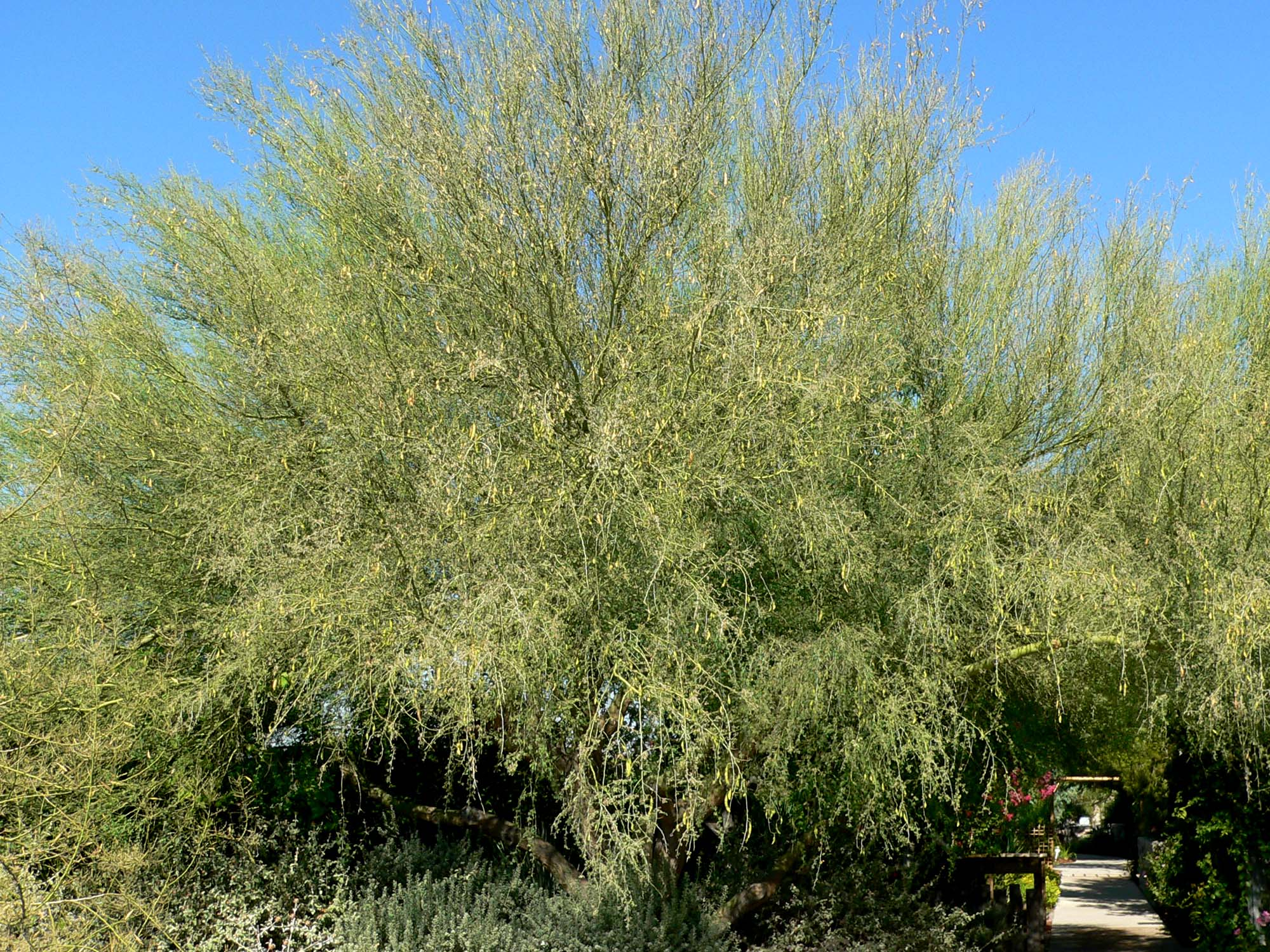
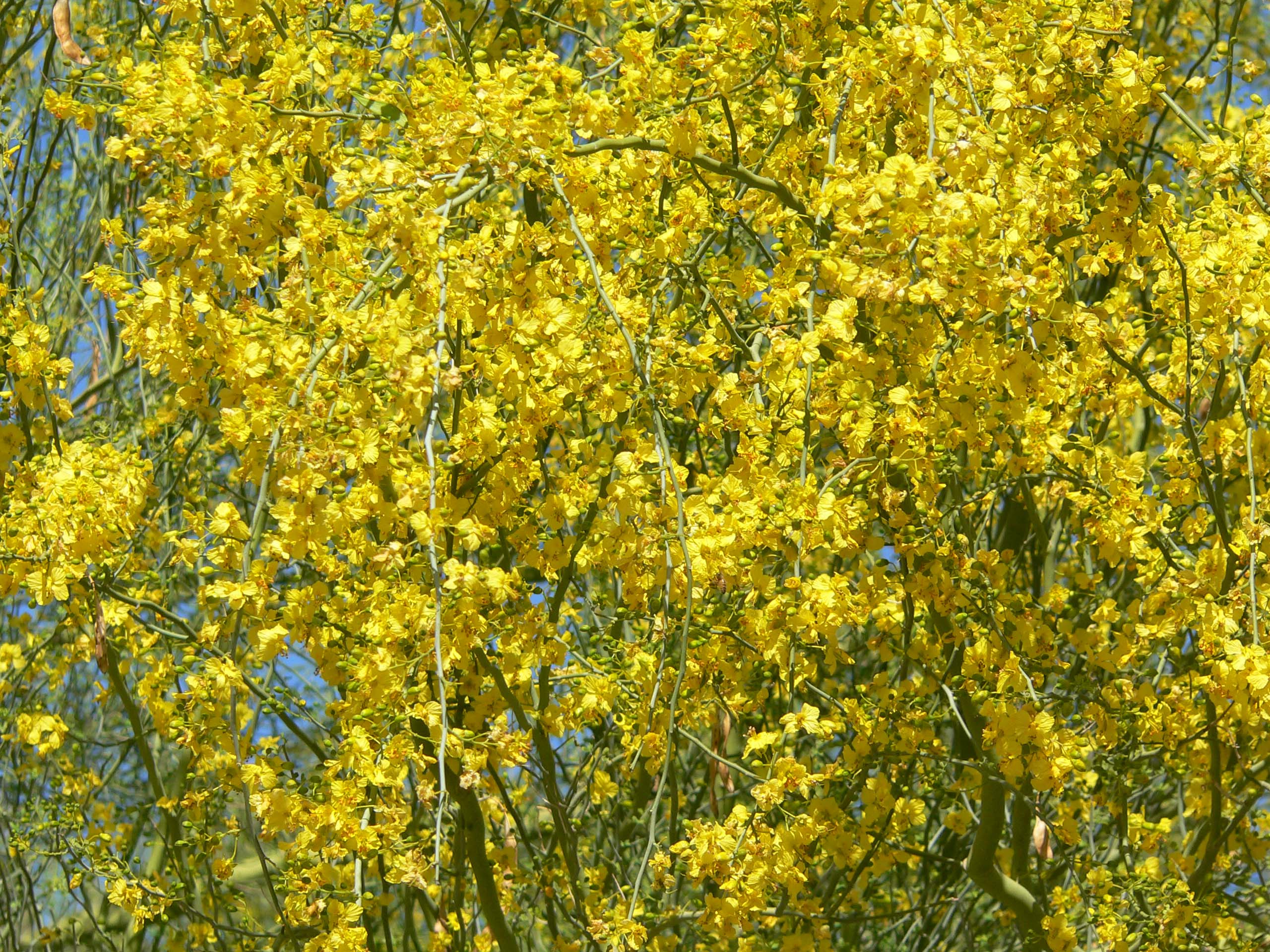
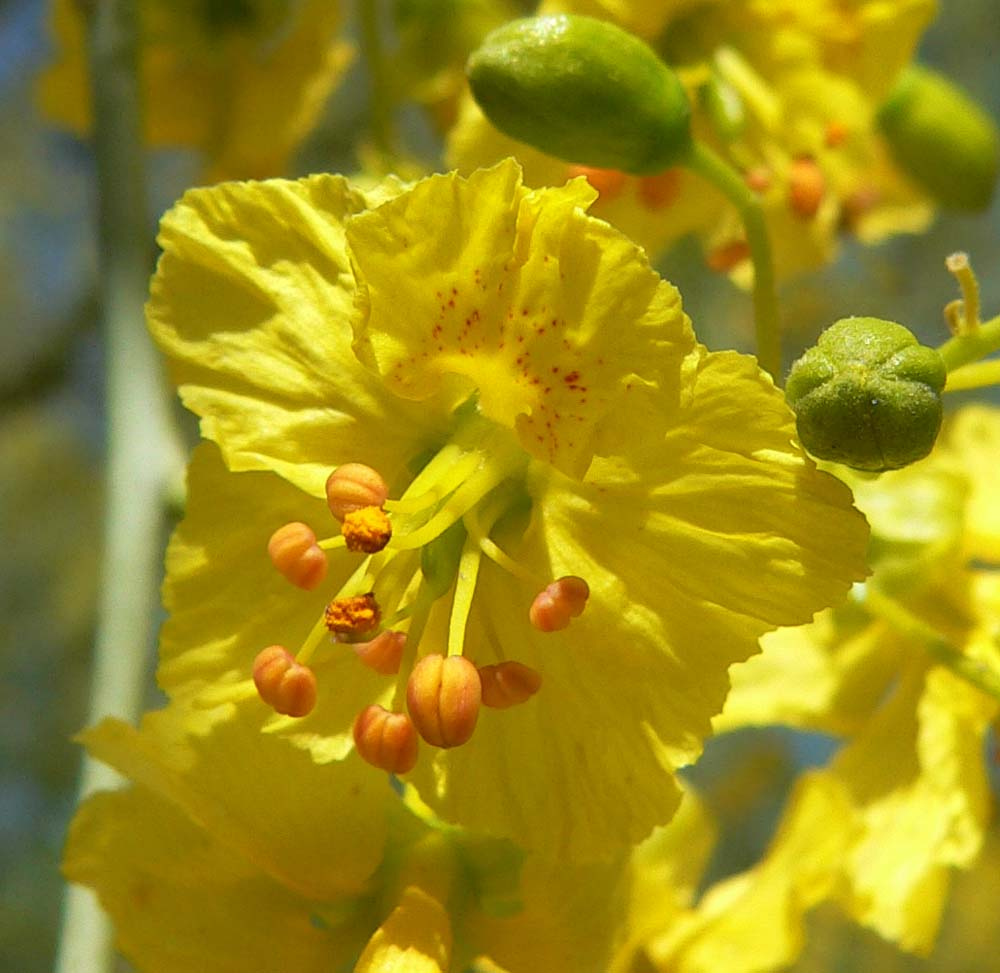
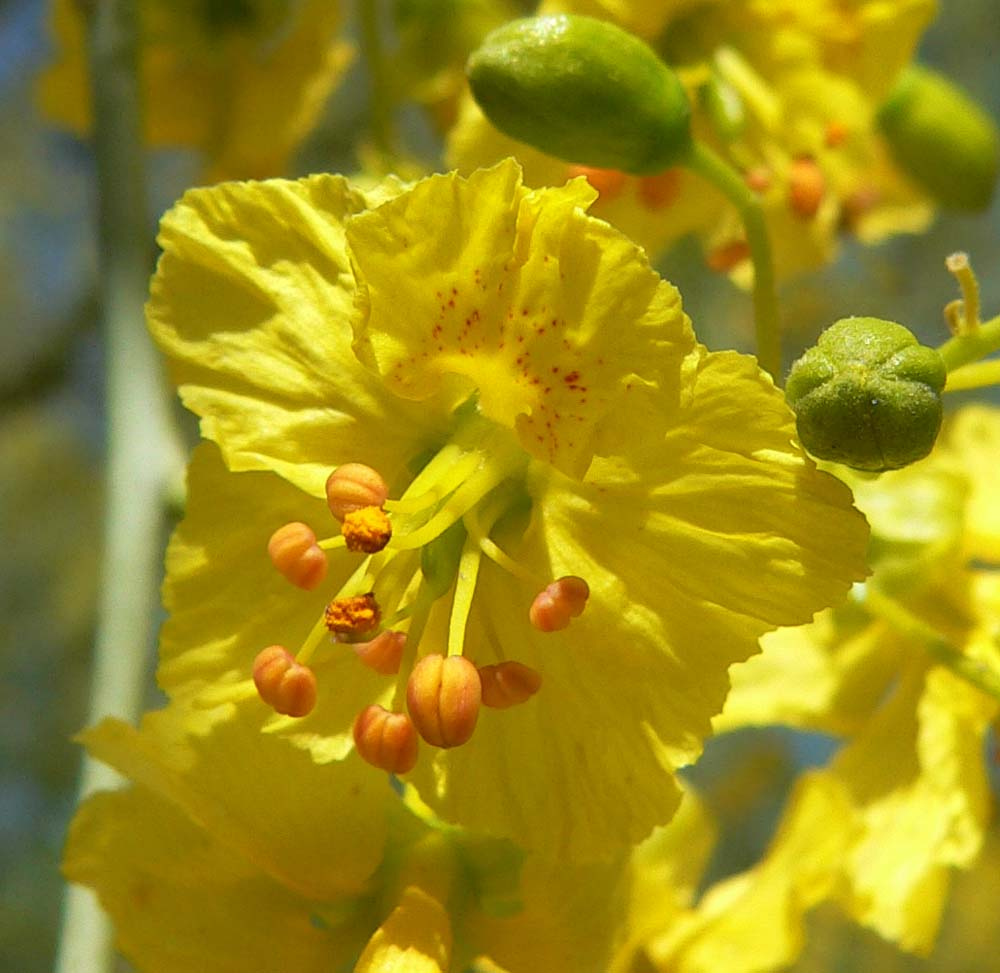